# Marianne Moritzen
Marianne Moritzen (født 16. marts 1959 i København) er en dansk skuespiller.

## Filmografi
- Felix (1982)
- Hip Hip Hurra (1987)
- Lykken er en underlig fisk (1989)
- Sirup (1990)
- Springflod (ass. instruktør, 1990)
- Et rigtigt menneske (2001)

### Tv-serier
- John, Alice, Peter, Susanne og lille Verner (1975)
- Een stor familie (afsnit 9; 1982-1983)
- Da Lotte blev usynlig (1987)